# Orteguaza funeraria
Orteguaza funeraria là một loài bọ cánh cứng trong họ Cerambycidae.